# Praia do Morcego

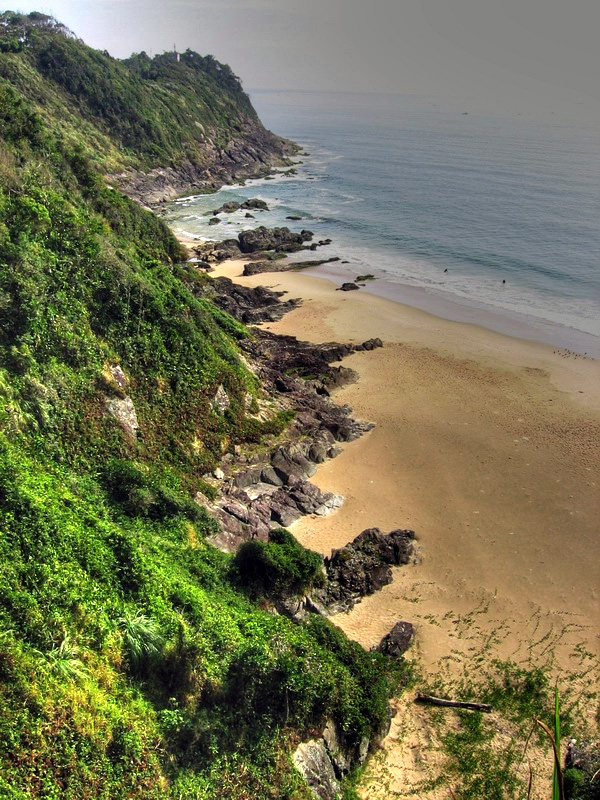
Vista da Praia do Morcego.

A Praia do Morcego é uma praia localizada na cidade de Itajaí, no estado brasileiro de Santa Catarina. Seu acesso é extremamente difícil, só sendo possível ser feito mediante uma trilha ou uma caminhada pelo final da Praia Brava, sendo frequentemente procurada por praticantes do surfe. Recebe este nome devido à uma caverna de cerca de 4 metros de altura e 50 metros de profundidade, a qual possui muitos morcegos dentro.